# Індекс Рога
Індекс Рога — показник спікливості вугілля, який визначається за міцністю нелеткого залишку, який одержують при швидкому нагріванні суміші вугілля з інертним матеріалом. Використовується для характеристики вугілля з низькою спікливістю. Позначається символом RI.
Індекс Рога — це показник спікливості вугілля, який визначають за міцністю нелеткого залишку, отриманого при швидкому нагріванні суміші вугілля з пісною добавкою. Цей показник характеризує спікливість вугілля. Його використовують як параметр спікливості в Міжнародній класифікації, а також в класифікаціях вугілля по ДСТ 25543-88 «Вугілля буре, кам’яне і антрацити. Класифікація за генетичними і технологічними параметрами» та ДСТУ 3472 — 96.

## Визначення індексу Рога
Для проведення випробувань вугілля подрібнюють до крупності менше 0,2 мм, не допускаючи надлишкового подрібнення: маса частинок розміром від 0,1 до 0,2 мм в пробі повинна складати не менше 40%. Щоб уникнути окиснення вугілля і зниження його спікливості, пробу подрібнюють в день випробування. Опісняючою добавкою служить еталонний антрацит із строго встановленими показниками: виходом летких речовин Vdaf від 5 до 6,5%, зольністю Ad менше 4%, вмістом вітриніту понад 85% і показником відбиття вітриніту від 2,60 до 3,00%. Для випробування беруть фракцію антрациту з частинками розміром від 0,315 до 0,400 мм.
Порцеляновий або кварцовий тигель прожарюють в муфелі при температурі 900 °С протягом 30 хв. і охолоджують до кімнатної температури. У цей тигель поміщають наважку вугілля масою 1 г і навішування антрациту масою 5 г. Зважування проводять з точністю до 0,01 г. Вміст тигля ретельно перемішують 2 хв. дротяною мішалкою з петлею на кінці. Потім поверхню суміші розрівнюють, кладуть на неї азбестовий кружок і металевий вантаж і поміщають тигель на 30 с під прес (рис. 2.12). Після цього тигель виймають, закривають кришкою поверх вантажу і вносять на підставці в муфельну піч, заздалегідь нагріту до (850±10) °С. Після закриття печі температура спочатку знижується, а потім знов повинна підвищитися не більше ніж через 5 хв. Через 15 хв. після внесення тигля в піч його виймають і охолоджують до кімнатної температури.
Після охолоджування тигель з нелетким залишком зважують, а потім обережно переносять цей залишок на сито з круглими отворами діаметром 1 мм. Крупні шматочки переносять назад в тигель, а інші просівають. Надрешітний продукт переносять в той же тигель і зважують. Після цього вміст тигля поміщають в сталевий барабан з двома ребрами, привареними до внутрішньої бічної стінки. Два таких барабани закріплені на горизонтальному валу, який приводиться в обертання двигуном. Частота обертання барабана повинна складати (50± ±2) хв-1. Одна обробка проби в барабані продовжується 5 хв. Після зупинки барабана його вміст просівають на ситі, надрешітний продукт переносять в тигель і зважують. Потім обробку в барабані проводять ще 2 рази (всього 3 рази).
Показник спікливості (індекс Рога RI) обчислюють за формулою
RI=[100/3(m1-m)][(m2+m5)/2+m3+m4–3m],
де m — маса тигля, г;
m1 — маса тигля з нелетким залишком, отриманим при випробуванні, г; m2 — маса тигля з надрешітним продуктом до випробування в барабані, г; m3, m4, m5 — маси тигля з надрешітними продуктами відповідно після першого, другого і третього випробувань в барабані.
Показник спікливості RI (індекс Рога) — величина безрозмірна. Його обчислюють як середнє арифметичне результатів двох визначень і округляють до цілого числа. Значення індексу Рога можуть складати від 0 до 80–85 од. Розбіжності між двома паралельними визначеннями в одній лабораторії не повинні перевищувати: 3 од. при RI до 20; 5 од. при RI більше 20. При випробуваннях в різних лабораторіях розбіжності не повинні перевищувати: 5 од. при RI до 20 і 7 од. при RI більше 20.
Індекс Рога застосовують для характеристики вугілля з невисокою спікливістю. За допомогою цього показника можна підрозділяти вугілля з товщиною пластичного шару нижче 6 мм. Якщо спікливість вугілля дуже низька, то випробування можна проводити з сумішшю 2 г вугілля і 4 г антрациту. Вугілля з високою спікливістю мало розрізняються між собою по індексу Рога або навіть зовсім не розрізняються. Наприклад, вугілля з товщиною пластичного шару близько 20 і понад 30 мм можуть мати однаковий показник RI — близько 80.
Методика визначення індексу Рога регламентована ГОСТ 9318–79, ISO 335–1974.